# Île du Cap aux Meules

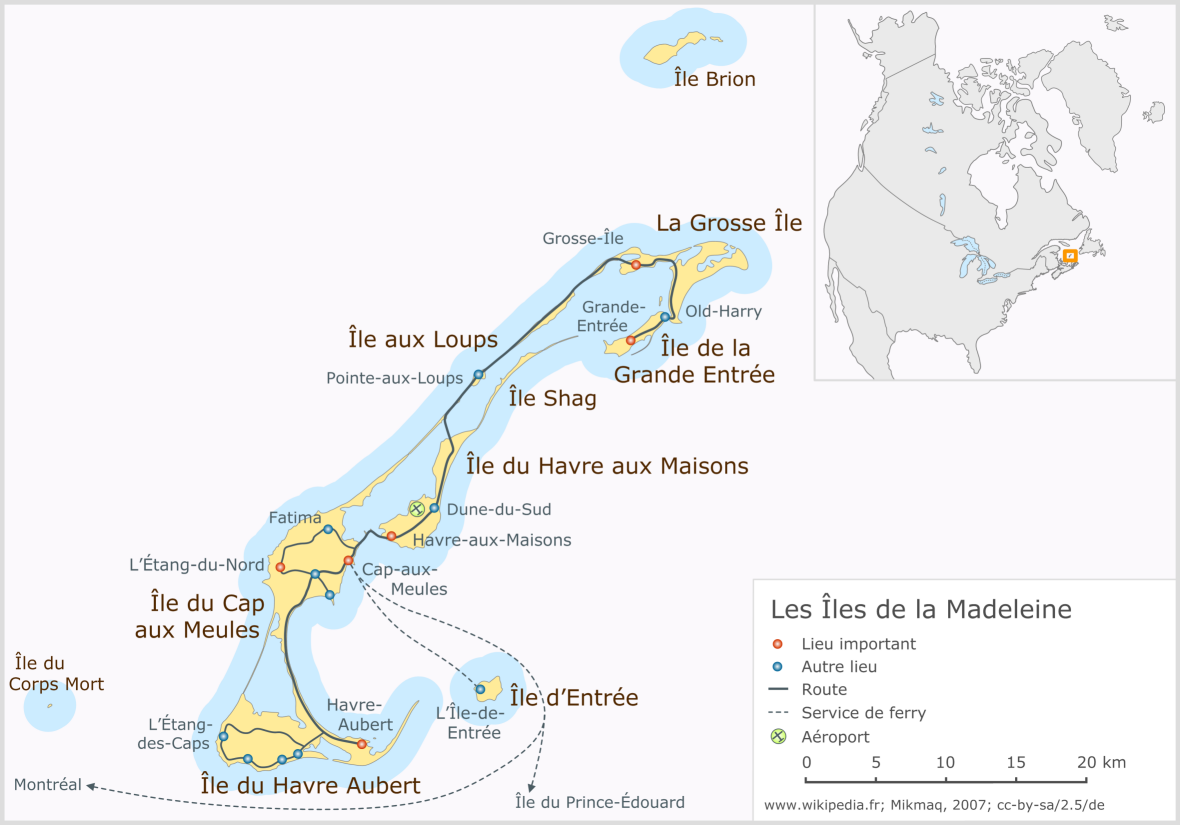
Karta över Îles de la Madeleine. Infällt: öarnas läge i Nordamerika.

Île du Cap aux Meules (engelska: Grindstone Island) är en ö i Kanada.   Den ligger i provinsen Québec, i den östra delen av landet, 1 100 km öster om huvudstaden Ottawa. Arean är 46 kvadratkilometer.  Det är huvudön i ögruppen Îles de la Madeleine.
Terrängen på Île du Cap aux Meules är platt. Öns högsta punkt är 149 meter över havet. Den sträcker sig 9,6 kilometer i nord-sydlig riktning, och 8,3 kilometer i öst-västlig riktning.